# Nazionale maschile under 18 di pallacanestro delle Filippine
La nazionale di pallacanestro filippina Under-18 è una selezione giovanile della nazionale filippina di pallacanestro, ed è rappresentata dai migliori giocatori di nazionalità filippina di età non superiore ai 18 anni.
Partecipa a tutte le manifestazioni internazionali giovanili di pallacanestro per nazioni gestite dalla FIBA.

## Partecipazioni

### FIBA AsiaBasket Under-18
- 1970 -  1°
- 1972 -  1°
- 1974 -  1°
- 1977 -  1°
- 1978 -  1°

- 1980 -  2°
- 1982 -  1°
- 1984 -  3°
- 1986 -  2°
- 1989 -  3°

- 1990 - 4°
- 1992 -  3°
- 1995 - 6°
- 1996 - 6°
- 1998 - 7°

- 2004 - 13°
- 2008 - 7°
- 2010 - 5°
- 2012 - 6°
- 2014 - 5°

- 2016 - 7°
- 2018 - 4°
- 2022 - 6°

## Formazioni
Campionato asiatico maschile di pallacanestro Under-18 20104 Ravena, 5 Pessumal, 6 Alolino, 7 Banal, 8 Sara, 9 Neypes, 10 Teng, 11 Escoto, 12 Capacio, 13 Tolomia, 14 Rosario, 15 Ferrer,        All. Frederick Altamirano